# Chili mac
O chili mac é um prato preparado com chili com carne e macarrão como ingredientes principais, frequentemente coberto ou misturado com queijo. Algumas versões utilizam macarrão com queijo pronto ou caseiro. É um prato comum na culinária do Centro-Oeste dos Estados Unidos [en] e também popular em outras regiões dos Estados Unidos.
Existem diversas variações do prato, incluindo versões enlatadas e em caixas prontas para consumo. É uma receita relativamente econômica de preparar e já foi descrito como um alimento reconfortante. Pratos semelhantes incluem o spaghetti red, um espaguete coberto com chili popular na região de Joplin, Missouri, e o Cincinnati chili.

## Preparação
Há diversos métodos de preparo para o chili mac. Versões básicas podem ser feitas com carne moída, tomate, temperos e macarrão tipo cotovelo. Outra forma simples de preparo combina macarrão com queijo em caixa e chili enlatado. Algumas receitas misturam todos os ingredientes de uma vez, enquanto outras organizam os componentes separadamente. Quando o queijo é utilizado, pode ser ralado por cima do prato ou incorporado à mistura. Em algumas variações, adicionam-se cebolas ou feijões. Certos diners em St. Louis, Missouri, oferecem uma versão chamada "chili mac a la mode", servida com ovos fritos por cima.
O prato pode ser preparado no fogão em uma frigideira, em uma panela de cozimento lento [en], ou assado como uma caçarola. Há também versões vegetarianas e veganas do chili mac.

### Versões
O chili mac é um alimento básico em instalações militares americanas há anos. Foi introduzido no menu de rações de campo Meal, Ready-to-Eat [en] (MRE do Inglês, ou "Refeição, pronta para comer" em uma tradução livre) em 1995 e é uma das três refeições das doze oferecidas naquele ano que permanecem no menu até hoje. Uma variação chamada "taco chili mac" foi consumida por astronautas da NASA no espaço. Esse tipo é processado pela NASA como um produto liofilizado.
A marca Hamburger Helper [en] comercializa uma versão em caixa chamada "Chili Macaroni", que pode ser traduzido para algo como "Macarrão Chili".

## Pratos semelhantes

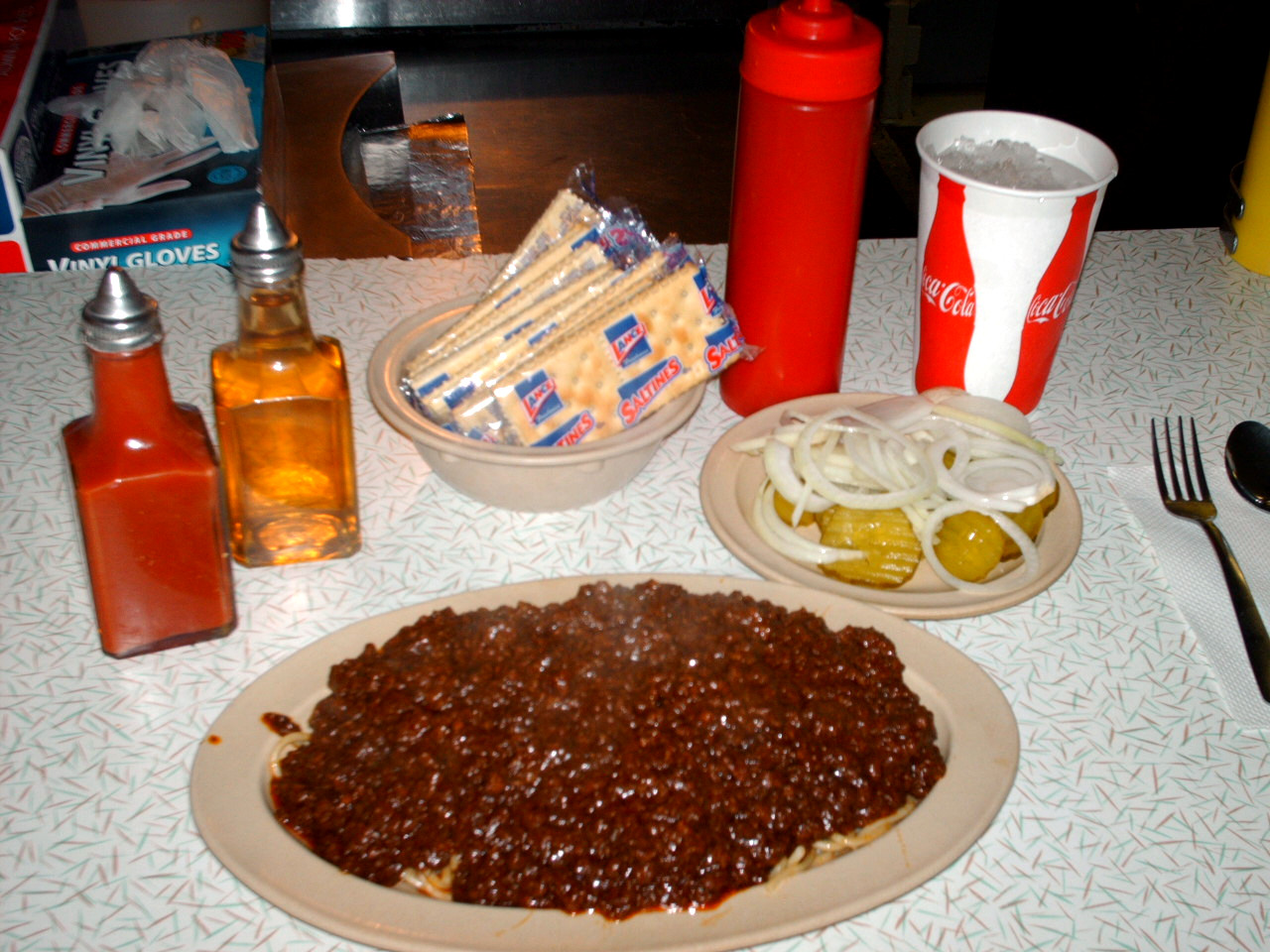
Prato Spaghetti Red do Fred and Red's.

O spaghetti red é um espaguete coberto com chili, popular na região de Joplin, Missouri, e um prato característico do restaurante Fred and Red's [en].
O Cincinnati chili é um molho de carne temperado usado para cobrir espaguete, muitas vezes chamado de "chili spaghetti".